# Obwód smoleński
Obwód smoleński (ros. Смоленская область) – jednostka administracyjna Federacji Rosyjskiej.

## Geografia

### Położenie i powierzchnia
Obwód leży w zachodniej części Rosji, przy granicy z Białorusią. Obwód graniczy z następującymi obwodami: na północnym zachodzie z obwodem pskowskim, na północy z obwodem twerskim, na północnym wschodzie z obwodem moskiewskim, na wschodzie z obwodem kałuskim, a na południu – z obwodem briańskim. Na zachodzie, po stronie białoruskiej do obwodu smoleńskiego przylegają: obwód mohylewski i obwód witebski.
Obwód smoleński zajmuje obszar 49 786 km².

### Strefa czasowa
Obwód smoleński należał do moskiewskiej strefy czasowej (MSK): do 25 października 2014 UTC+04:00 przez cały rok, od 26 października 2014 należy przez cały rok do strefy UTC+03:00. Jeszcze wcześniej, przed 27 marca 2011 roku, obowiązywał czas standardowy (zimowy) strefy UTC+03:00, a czas letni – UTC+04:00.

### Rzeźba terenu

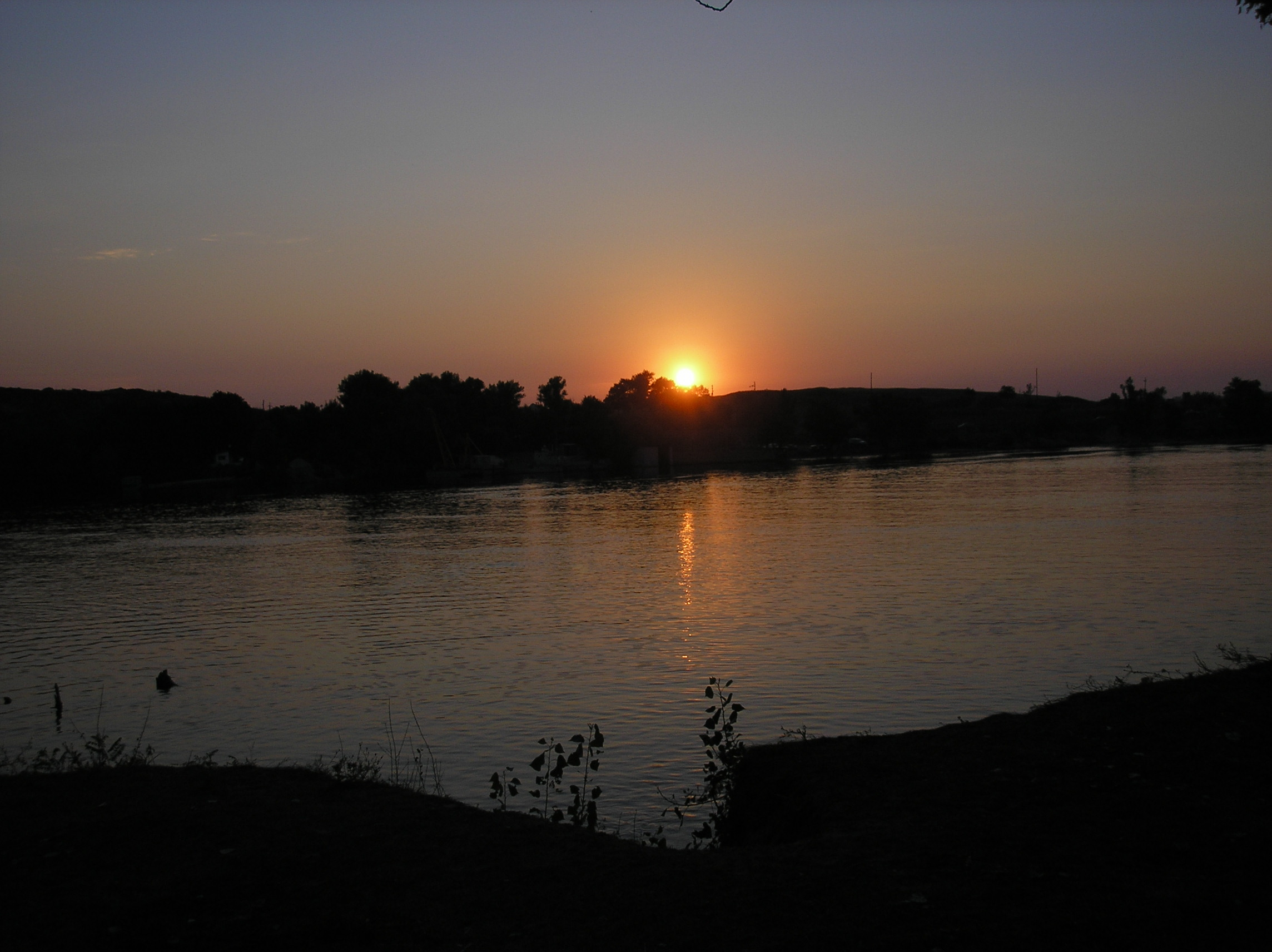
Dniepr

Większa część obszaru obwodu smoleńskiego znajduje się na niezbyt wysokim terenie wyżynnym, na Grzędzie Smoleńsko-Moskiewskiej, stanowiącej zachodni kraniec Niziny Wschodnioeuropejskiej. Najwyższy punkt regionu znajduje się na wysokości 319 m n.p.m., zaś przeciętna wysokość bezwzględna w regionie to 220 m. Powierzchnia obwodu ma charakter pofałdowany i pagórkowaty; odznaczają się w niej głęboko wcięte doliny rzeczne. Miejscami na terenie obwodu występują niewielkie obszary nizinne, mające charakter lokalny (Nizina Wazuska, Wierchniednieprowska, Bieriezińska).

### Hydrografia

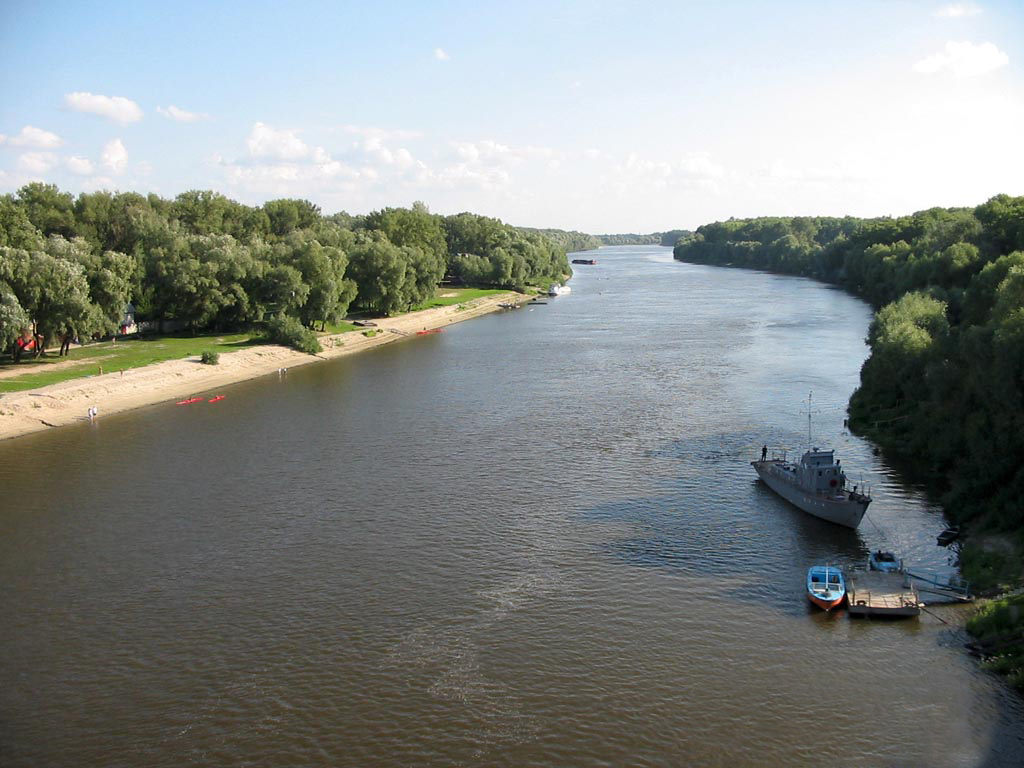
Rzeka Desna

Około 60% powierzchni obwodu należy do zlewiska Dniepru, 25% – do zlewiska Wołgi, a 15% – do zlewiska Dwiny
Główną rzeką regionu jest Dniepr, ponadto innymi dużymi rzekami są jego dopływy: Soż, Desna, Wop, Wiaźma i in. Ponadto dość dużymi rzekami są dopływy Wołgi: Wazuza i Ugra.
Na obszarze obwodu nie ma wielkich jezior. Zbiorniki wodne znajdują się głównie w północno-zachodniej części regionu i są pochodzenia lodowcowego (znajduje się tam ok. 50 takich jezior).

### Klimat
Na obszarze obwodu panuje klimat umiarkowany ciepły typu kontynentalnego. Charakteryzuje się on dość chłodną zimą i ciepłym latem. Średnia temperatura stycznia to −8,5 ÷ −9 °C, a lipca +17 ÷ +18 °C.
W rejonie występuje ok. 600 mm opadów (zależnie od rejonu: od 530 do 650 mm), głównie w postaci deszczu, których maksimum przypada na okres letni (czerwiec – lipiec).
Okres wegetacyjny trwa średnio ok. 180 dni.

### Świat roślinny

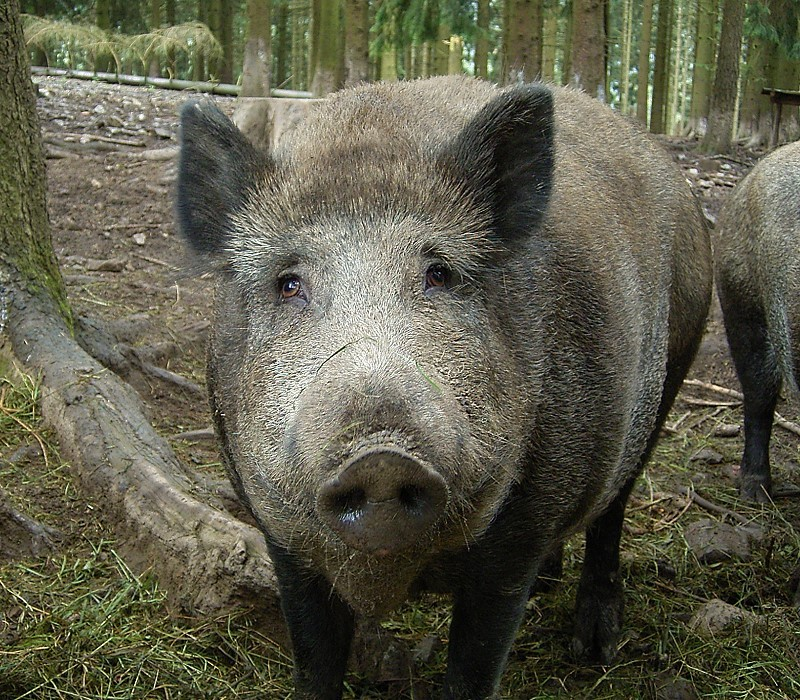
Dzik – typowy mieszkaniec lasów obwodu

Pierwotną roślinność obwodu stanowią lasy mieszane, złożone m.in. z dębów, buków, sosen, świerków, brzóz. Obecnie zajmują one ok. 40% powierzchni regionu.
Na terenie obwodu znajduje się Park Narodowy Pojezierza Smoleńskiego, obejmujący obszar 146,2 tys. hektarów.

### Świat zwierzęcy
Zwierzyna żyjąca w regionie to przedstawiciele typowej dla lasów mieszanych fauny: zające szaraki, lisy, jelenie, wilki, dziki i kuny. Spotyka się także niedźwiedzie, łasice, gronostaje i rysie. Żyją tutaj także gatunki przybyłe z terenów położonych bardziej na północ, m.in. łosie i zające bielaki.
Z ptaków spotkać można m.in. dzięcioły, sowy, drozdy, głuszce i gile.
W sumie na terenie obwodu występuje 55 gatunków ssaków, ok. 260 gatunków ptaków i ryb (m.in. okonie, sandacze, leszcze, szczupaki i miętus pospolity).

## Historia ziemi smoleńskiej

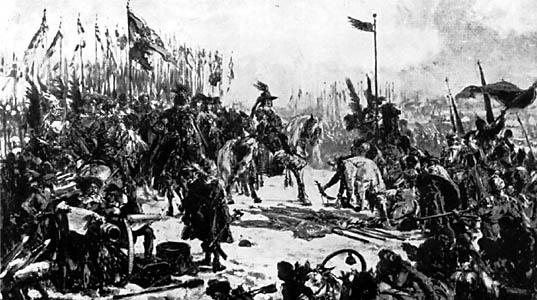
Król Polski Władysław IV Waza w okolicach Smoleńska (obraz Jana Matejki)

Miasto Smoleńsk powstało na ziemiach Krywiczów, zaś pierwsza wzmianka o nim pochodzi z 863. W 882 miasto włączono do Rusi Kijowskiej. Po jej rozpadzie, w XII wieku powstało Wielkie Księstwo Smoleńskie, które w momencie swego największego rozwoju terytorialnego władało na obszarze odpowiadającym mniej-więcej terytorium dzisiejszego obwodu.
Od połowy XIII w. rozpoczął się upadek tego państwa, a od 1404 wchodziło ono w skład Wielkiego Księstwa Litewskiego. W 1514 Smoleńsk, a następnie inne ziemie dawnego księstwa weszły w skład Wielkiego Księstwa Moskiewskiego. W 1610 Polacy pod wodzą hetmana Stanisława Żółkiewskiego stoczyli tu zwycięskie bitwy, m.in. pod Carowym Zajmiszczem i pod Kłuszynem.
Ponownie miasto i część dzisiejszego obwodu zostały włączone do I Rzeczypospolitej w 1618, na mocy rozejmu w Dywilinie. Stan taki trwał do 1654 (formalnie od 1667 – rozejm andruszowski, podpisany w tutejszej wsi Andruszowo), kiedy to miasto i okolice zaanektowała Rosja
W 1708 z terenów zbliżonych do dzisiejszego obwodu utworzono gubernię smoleńską.
W okresie najazdu Napoleona Bonaparte na Rosję na ziemiach obwodu miała miejsce duża bitwa, znana jako bitwa pod Smoleńskiem. W jej wyniku zginęło 20 tys. żołnierzy, nie całkiem pokonani Rosjanie wycofali się, a Francuzi zajęli miasto.

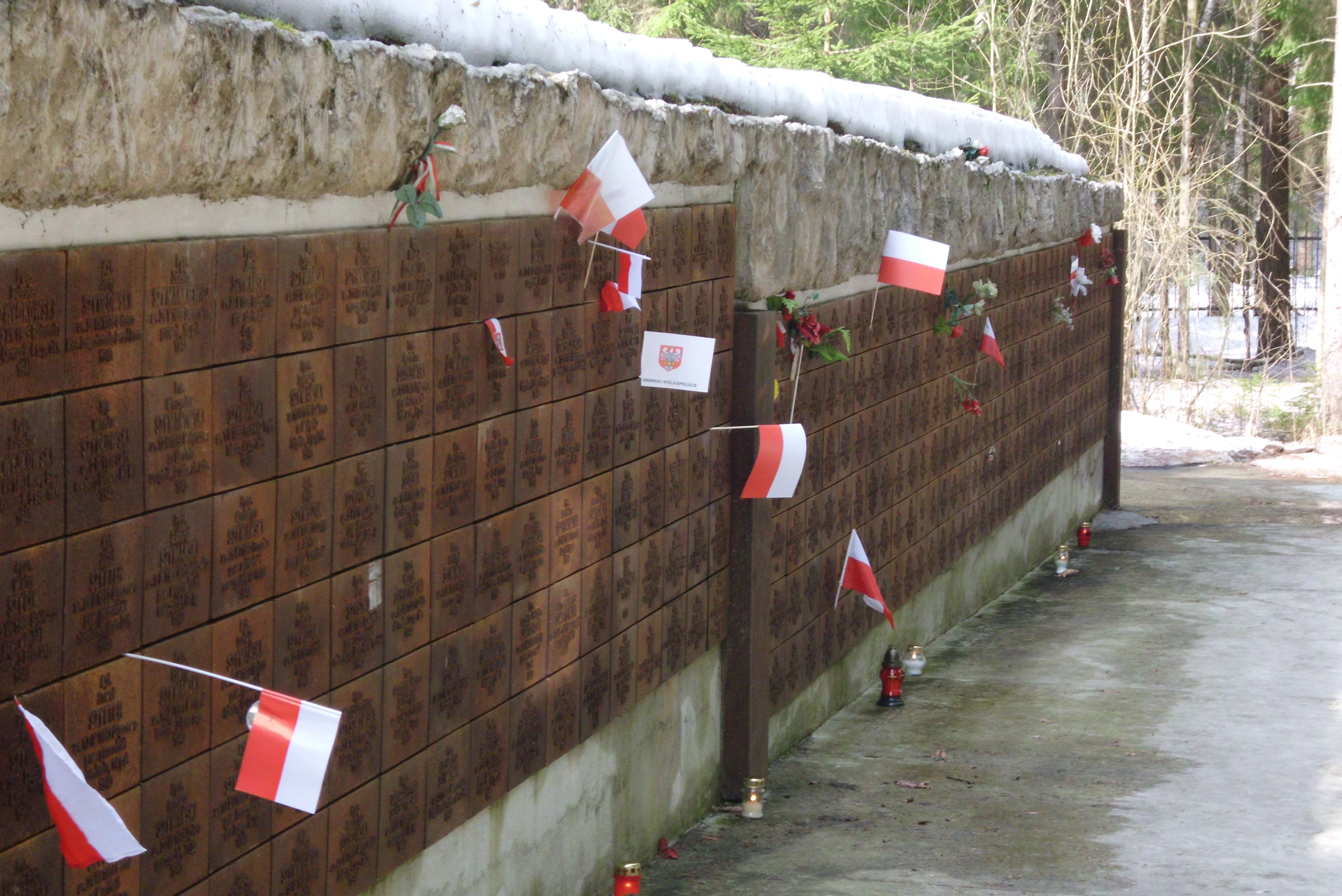
Polski Cmentarz Wojenny w Katyniu

Na przełomie XIX i XX w. (do rewolucji październikowej) znajdowały się tu polskie posiadłości Lednickich (Borek) i Koźlińskich (Gniezdowo i Katyń).
Po rewolucji październikowej w 1929 powstał w ramach Rosyjskiej FSRR obwód zachodni, obejmujący tereny znacznie większe niż dzisiejszy obwód. Po jego podziale, 27 września 1937 utworzono obwód smoleński.
W czasie II wojny światowej w 1940 w tutejszej wsi Katyń Sowieci przeprowadzili tu zbrodnię katyńską. Od lipca 1941 do sierpnia/września 1943 teren obwodu okupowany był przez Niemców. Obszar poniósł wtedy duże straty ludnościowe i gospodarcze.
W 2010 miejsce katastrofy polskiego Tu-154.

## Ludność
W obwodzie mieszka 921 127 ludzi, 663 281 żyje w miastach, 257 846 na terenach wiejskich (2021).
W 2006 obwód był zamieszkany przez 1005,9 tys. osób.
Gęstość zaludnienia wynosi średnio 20,2 os./km², zaś poziom urbanizacji sięga 71%. Około 1/3 populacji zamieszkuje w stolicy obwodu – Smoleńsku.
Liczba mieszkańców obwodu, podobnie jak liczba mieszkańców całej Rosji, systematycznie spada. W 2005 żyło tutaj 1 019 000 osób (szacunkowo), podczas gdy jeszcze w 2002 – 1 049 574 (dane spisowe), a w 1989 1 158 299 (dane spisowe).

### Narodowości

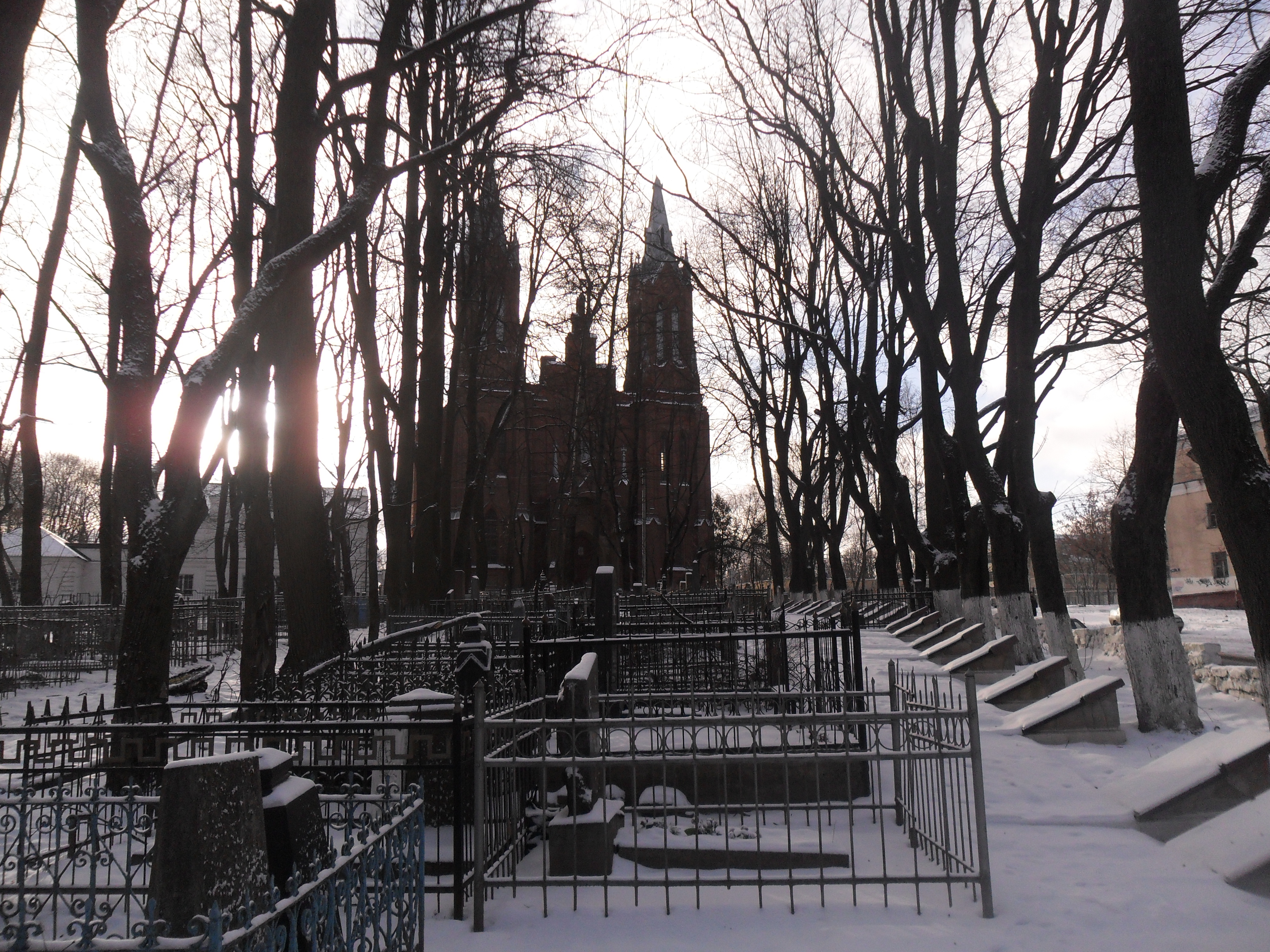
Stary polski cmentarz katolicki w Smoleńsku, w tle kościół Niepokalanego Poczęcia NMP

Narodowy skład populacji:
(wymieniono tylko narody liczące powyżej tysiąca przedstawicieli; dane według wyników spisu powszechnego z 2002)
| Naród       | Liczebność (w tys.) |
| ----------- | ------------------- |
| Rosjanie    | 980,1               |
| Ukraińcy    | 17,4                |
| Białorusini | 16,2                |
| Ormianie    | 3,9                 |
| Cyganie     | 3,0                 |
| Tatarzy     | 2,4                 |
| Azerowie    | 2,4                 |
| Żydzi       | 1,4                 |
| Niemcy      | 1,1                 |

## Miasta

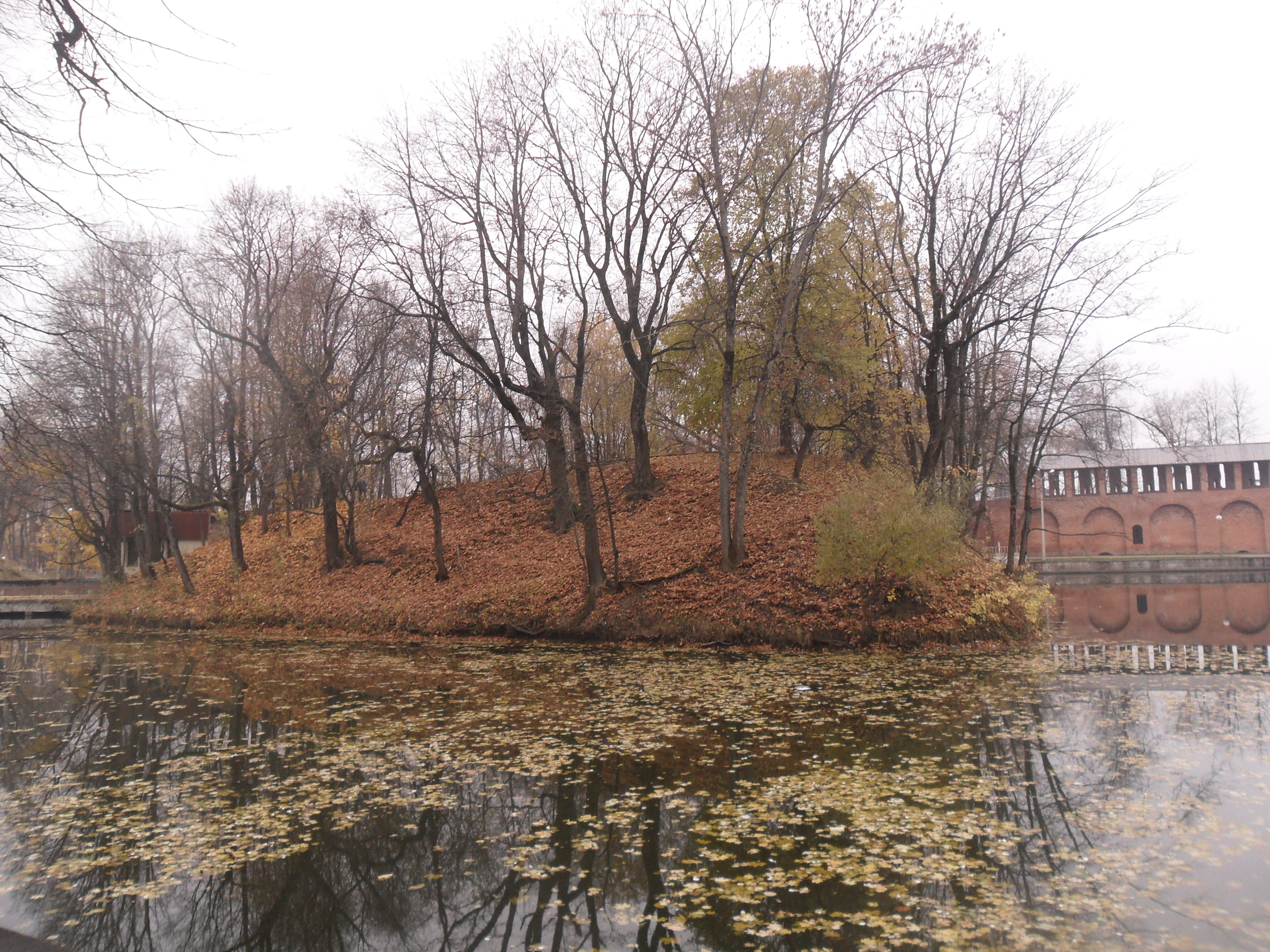
Bastion królewski Zygmunta III Wazy w Smoleńsku. Smoleńsk był najbardziej na wschód położonym miastem wojewódzkim I Rzeczypospolitej

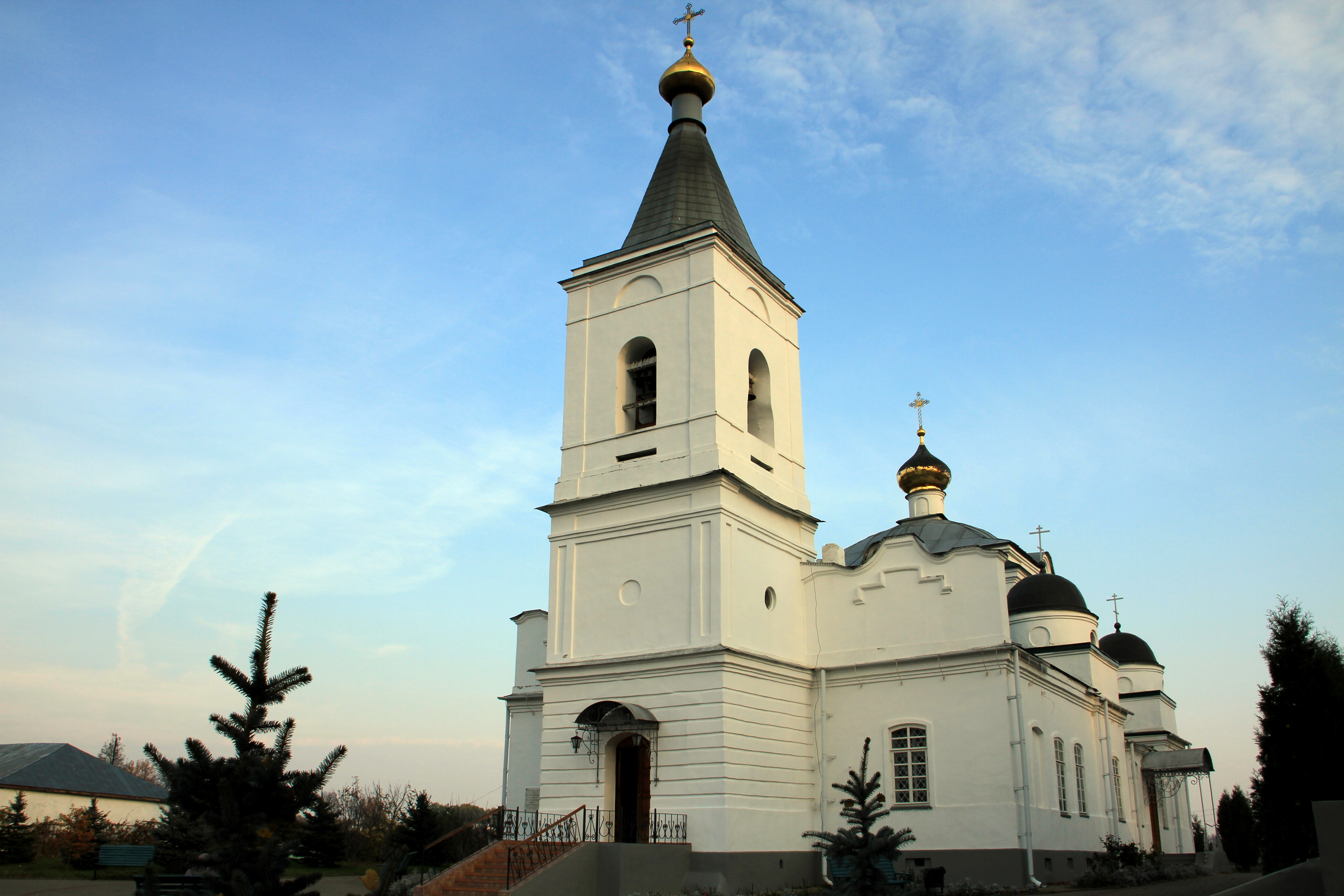
Rosław był lokowany na magdeburskim prawie miejskim za panowania Wazów w czasach przynależności do Rzeczypospolitej

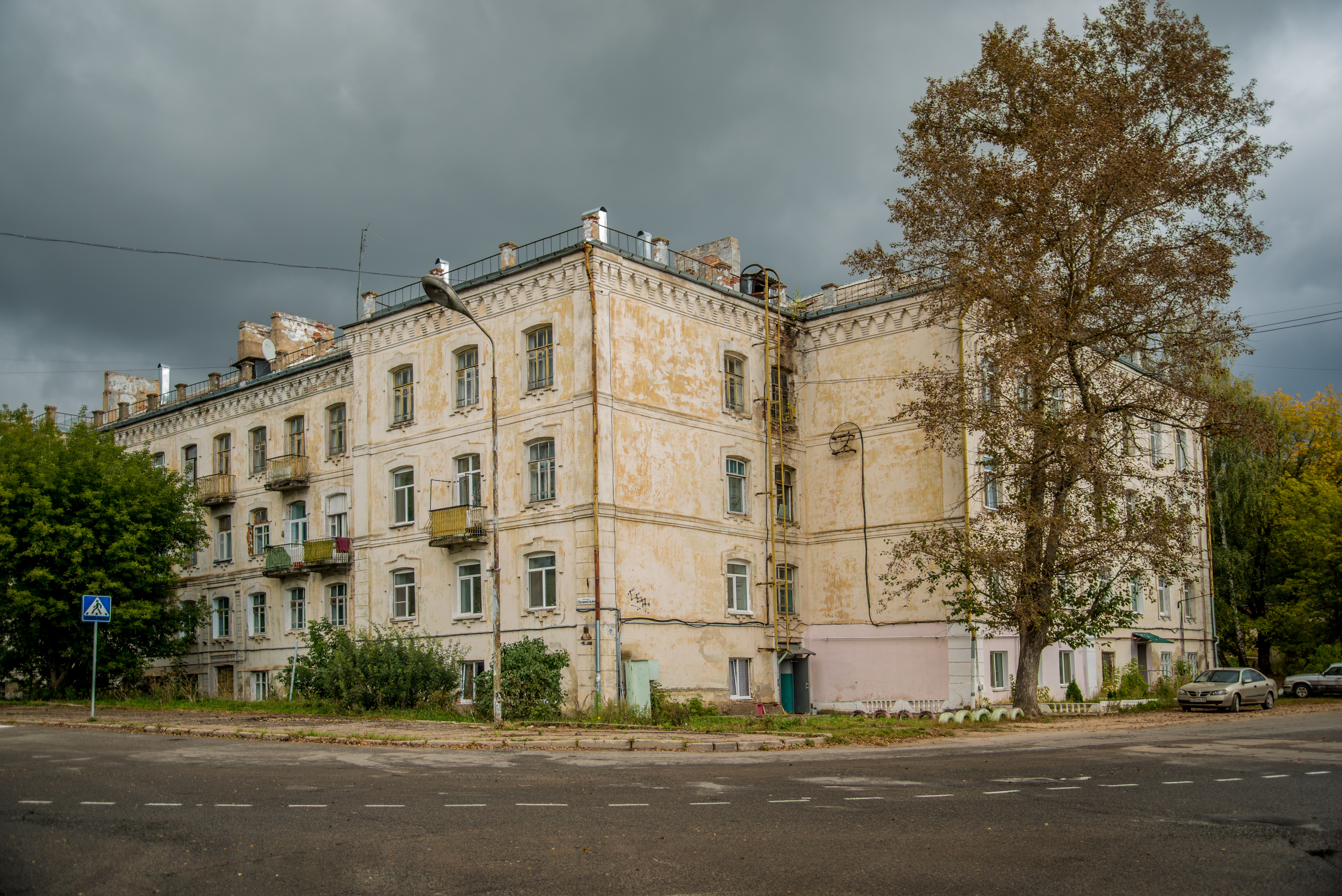
Jarcewo jest jednym z młodszych miast obwodu po otrzymaniu praw miejskich w międzywojniu

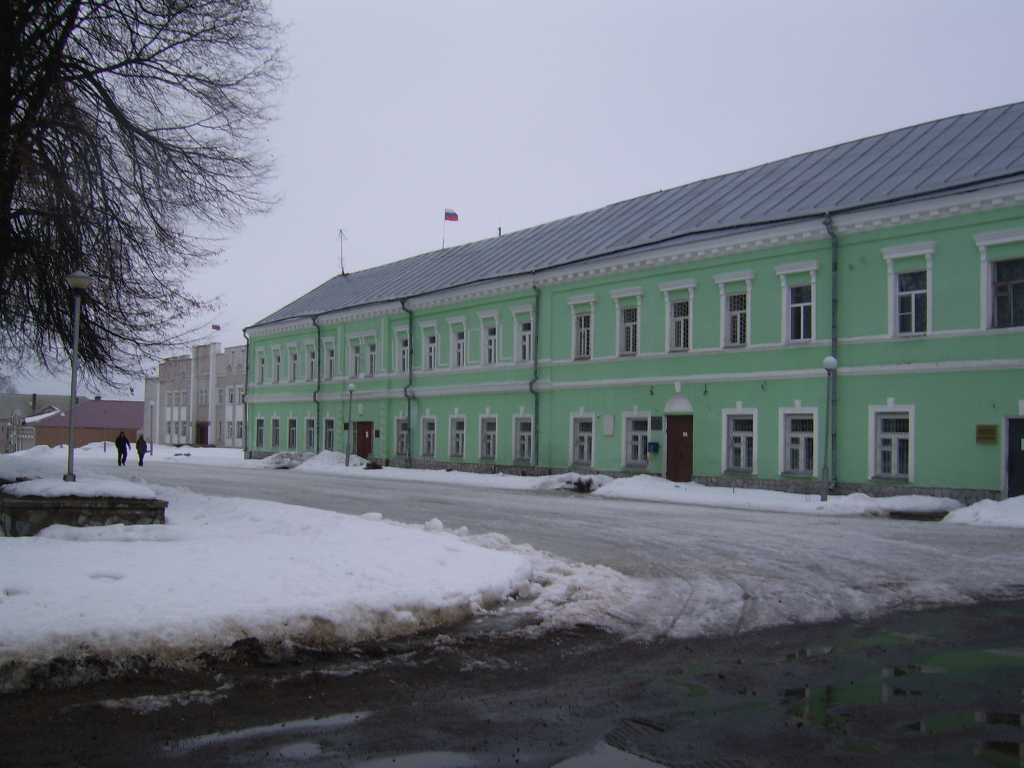
Wieliż był miastem królewskim położonym w województwie witebskim do rozbiorów Polski

Na terenie obwodu smoleńskiego znajduje się 15 miast i 12 osiedli typu miejskiego
| Nazwa                   | Nazwa rosyjska    | Liczba mieszkańców (2006) |
| ----------------------- | ----------------- | ------------------------- |
| Chosławicze1)           | Хиславичи         | 4 495                     |
| Chołm-Żyrkowskij1)      | Холм-Жирковский   | 3 675                     |
| Diemidow                | Демидов           | 8 266                     |
| Diesnogorsk             | Десногорск        | 31 919                    |
| Dorohobuż               | Дорогобуж         | 11 706                    |
| Duchowszczina           | Духовщина         | 4 389                     |
| Gagarin                 | Гагарин           | 27 406                    |
| Gołynki1)               | Голынки           | 3 852                     |
| Izdieszkowo1)           | Издешково         | 1 905                     |
| Jarcewo                 | Ярцево            | 50 748                    |
| Jelnia                  | Ельня             | 10 154                    |
| Kardymowo1)             | Кардымово         | 4 981                     |
| Krasny1)                | Красный           | 4 610                     |
| Monastyrszczina1)       | Монастырщина      | 4 232                     |
| Oziornyj1)              | Озёрный           | 6 211                     |
| Poczynok                | Починок           | 9 337                     |
| Prżewalskoje1)          | Пржевальское      | 2 021                     |
| Rosław                  | Рославль          | 55 894                    |
| Rudnia                  | Рудня             | 9 697                     |
| Safonowo                | Сафоново          | 46 045                    |
| Szumiaczi1)             | Шумячи            | 4 570                     |
| Smoleńsk                | Смоленск          | 317 915                   |
| Syczowka                | Сычёвка           | 8 112                     |
| Ugra1)                  | Угра              | 4 716                     |
| Wieliż                  | Велиж             | 7 807                     |
| Wierchniednieprowskij1) | Верхнеднепровский | 13 832                    |
| Wiaźma                  | Вязьма            | 55 950                    |

1) osiedle typu miejskiego

## Podział administracyjny

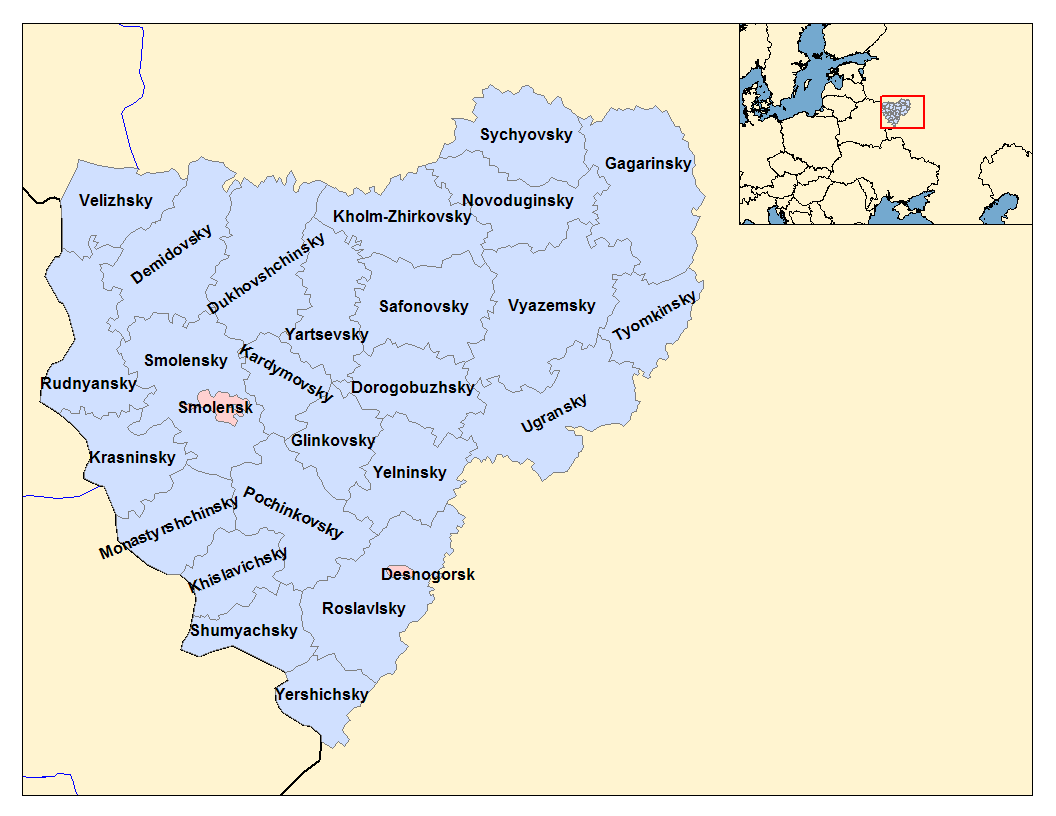
podział administracyjny obwodu

Obwód smoleński podzielony jest na 24 rejony. Dwa miasta: stolica regionu – Smoleńsk oraz Diesnogorsk nie wchodzą w skład żadnego rejonu i stanowią miasta wydzielone na prawach rejonu.
Rejony
- chisławiczski (ros. Хиславичский район)
- chołm-żyrkowski (ros. Холм-Жирковский)
- diemidowski (ros. Демидовский район)
- dorohobuski (ros. Дорогобужский район)
- duchowszczyński (ros. Духовщинский район)
- gagariński (ros. Гагаринский район)
- glinkowski (ros. Глинковский район)
- jarcewski (ros. Ярцевский район)
- jelnieński (ros. Ельнинский район)
- jerszycki (ros. Ершичский район)
- kardymowski (ros. Кардымовский район)
- krasninski (ros. Краснинский район)
- monastyrszcziński (ros. Монастырщинский район)
- nowodugiński (ros. Новодугинский район)
- poczinkowski (ros. Починковский район)
- rosławski (ros. Рославльский район)
- rudniański (ros. Руднянский район)
- safonowski (ros. Сафоновский район)
- smoleński (ros. Смоленский район)
- syczowski (ros. Сычёвский район)
- szumiacki (ros. Шумячский район)
- tiomkiński (ros. Тёмкинский район)
- ugrański (ros. Угранский район)
- wiaziemski (ros. Вяземский район)
- wieliski (ros. Велижский район)

## Gospodarka

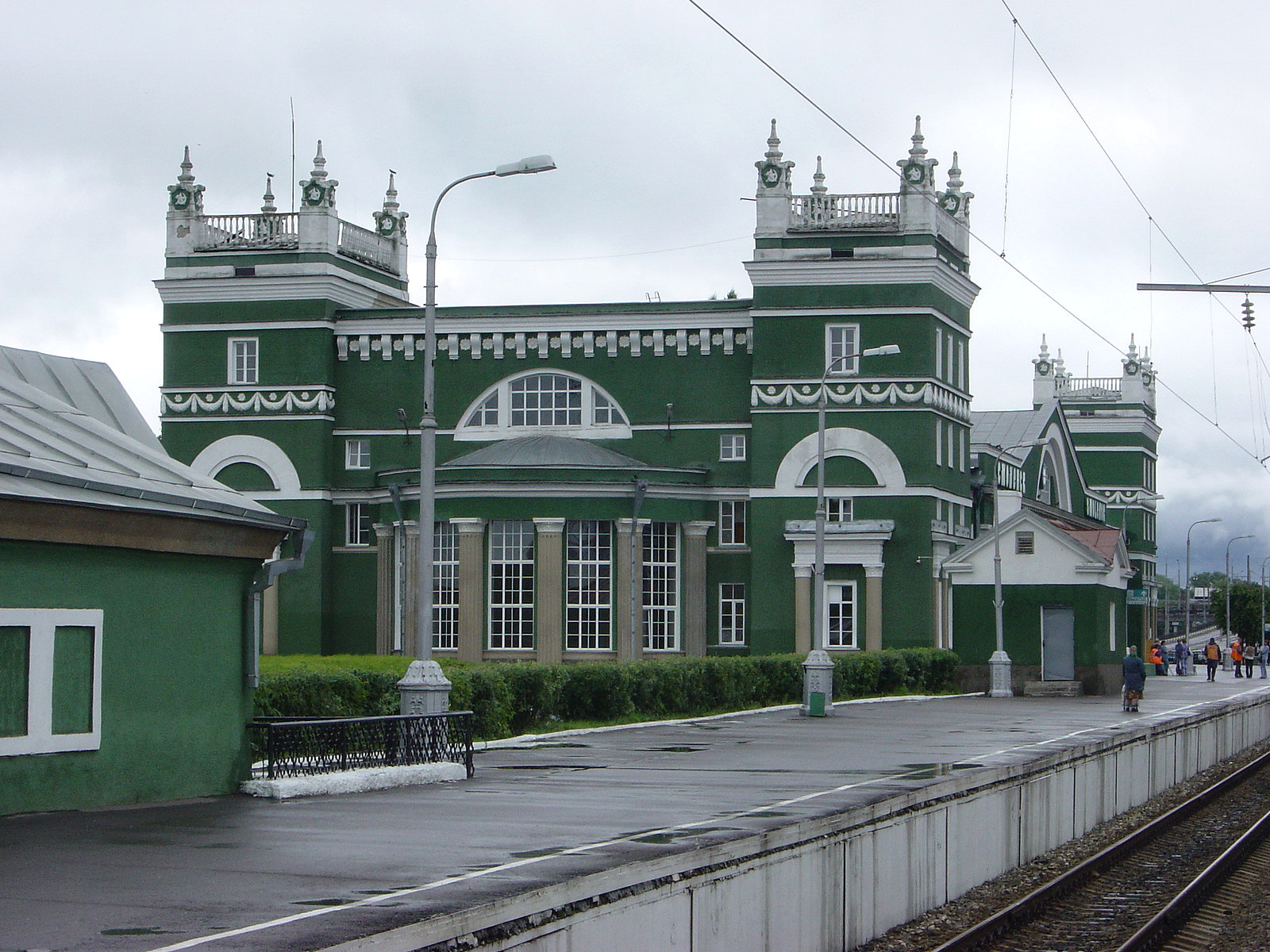
Dworzec kolejowy w Smoleńsku

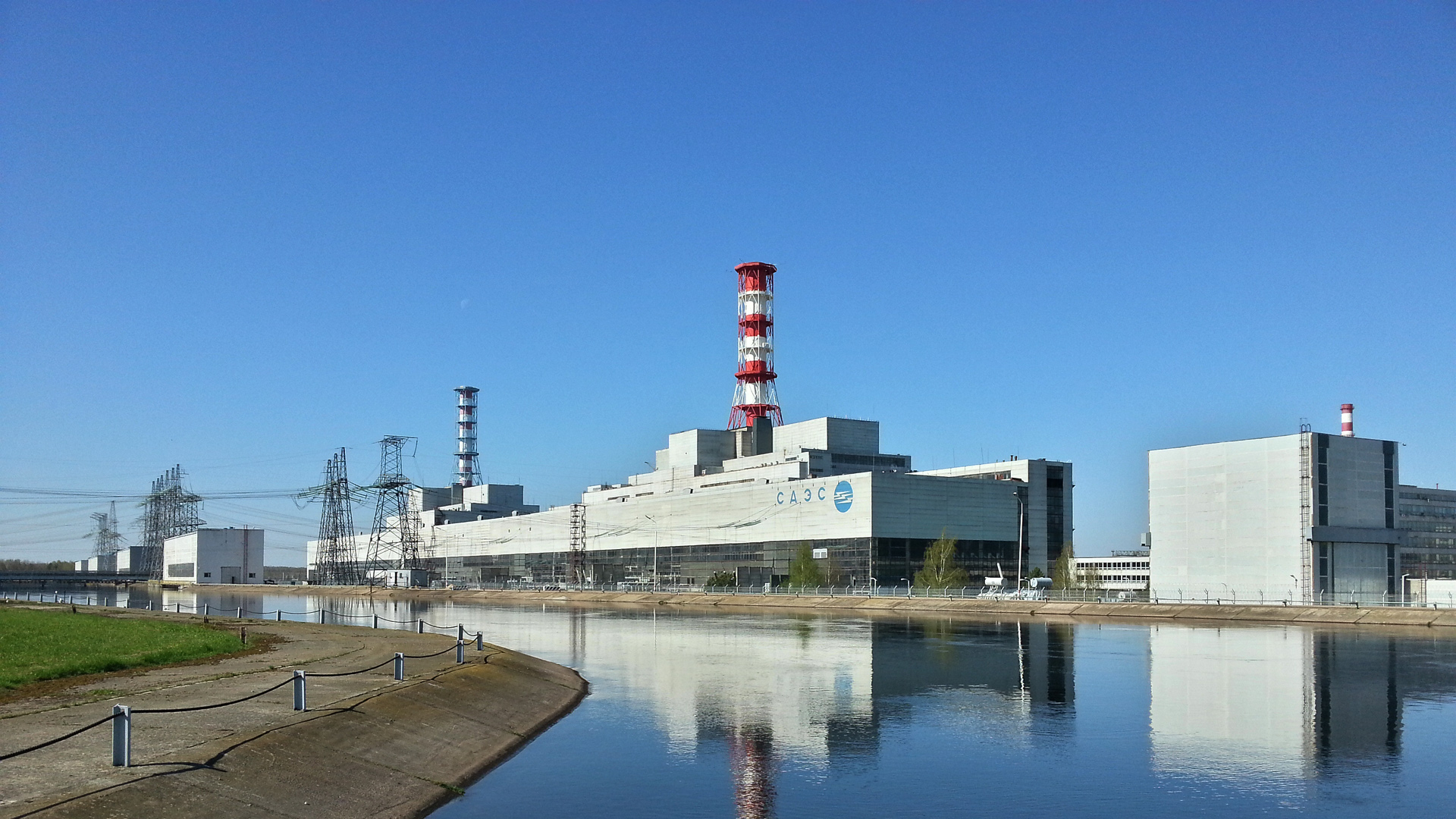
Smoleńska Elektrownia Atomowa w Diesnogorsku

### Przemysł
Na terenie obwodu istnieje rozwinięty przemysł. Najważniejszymi jego gałęziami są budowa maszyn i obróbka metali, które obejmują m.in. wytwórstwo urządzeń i maszyn elektrycznych i elektronicznych, produkcję pojazdów itd. Rozwinięty jest także przemysł chemiczny i petrochemiczny (produkcja nawozów sztucznych i mas plastycznych) oraz spożywczy: mleczarski, olejowy i przetwórstwa owocowo-warzywnego. Istotne znaczenie ma też przemysł lekki – lniany i bawełniarski, a także produkcja dzianin oraz szwalnictwo i obuwnictwo. Duże znaczenie ma przemysł związany z szeroko rozumianą elektroenergetyką, obejmującą też wydobycie węgla i torfu, a także eksploatacja lasów i powiązane z nią gałęzie gospodarki: przemysł celulozowo-papierniczy i meblowy.

### Rolnictwo
Ważną gałęzią gospodarki w obwodzie jest rolnictwo. W uprawie przeważają zboża, ziemniaki, warzywa oraz rośliny pastewne. Istotne znaczenie ma także uprawa lnu. Korzystny klimat pozwala na rozwój produkcji owoców.
Chów i hodowla zwierząt obejmuje zwłaszcza bydło (o profilu mleczno-mięsnym) i świnie, a także drobiu. Ponadto w rejonie istnieje chów koni. Spore znaczenie ma pszczelarstwo.

### Bogactwa naturalne
Na terenie obwodu występują złoża węgla brunatnego (szacunkowe zasoby – 1,5 mld ton) i torfu (ok. 450 mln ton). Istnieją także złoża margla, fosforytów, a także surowców używanych w budownictwie: piasków, wapieni, dolomitów i glin. Występują tutaj także źródła wód mineralnych (siarkowo-wapniowo-magnezowych). W miejscowych jeziorach znajdują się zasoby sapropelu szacowane na 150 mln m³.

## Tablice rejestracyjne
Tablice pojazdów zarejestrowanych w obwodzie smoleńskim mają oznaczenie 67 w prawym górnym rogu nad flagą Rosji i literami RUS.

## Galeria zdjęć

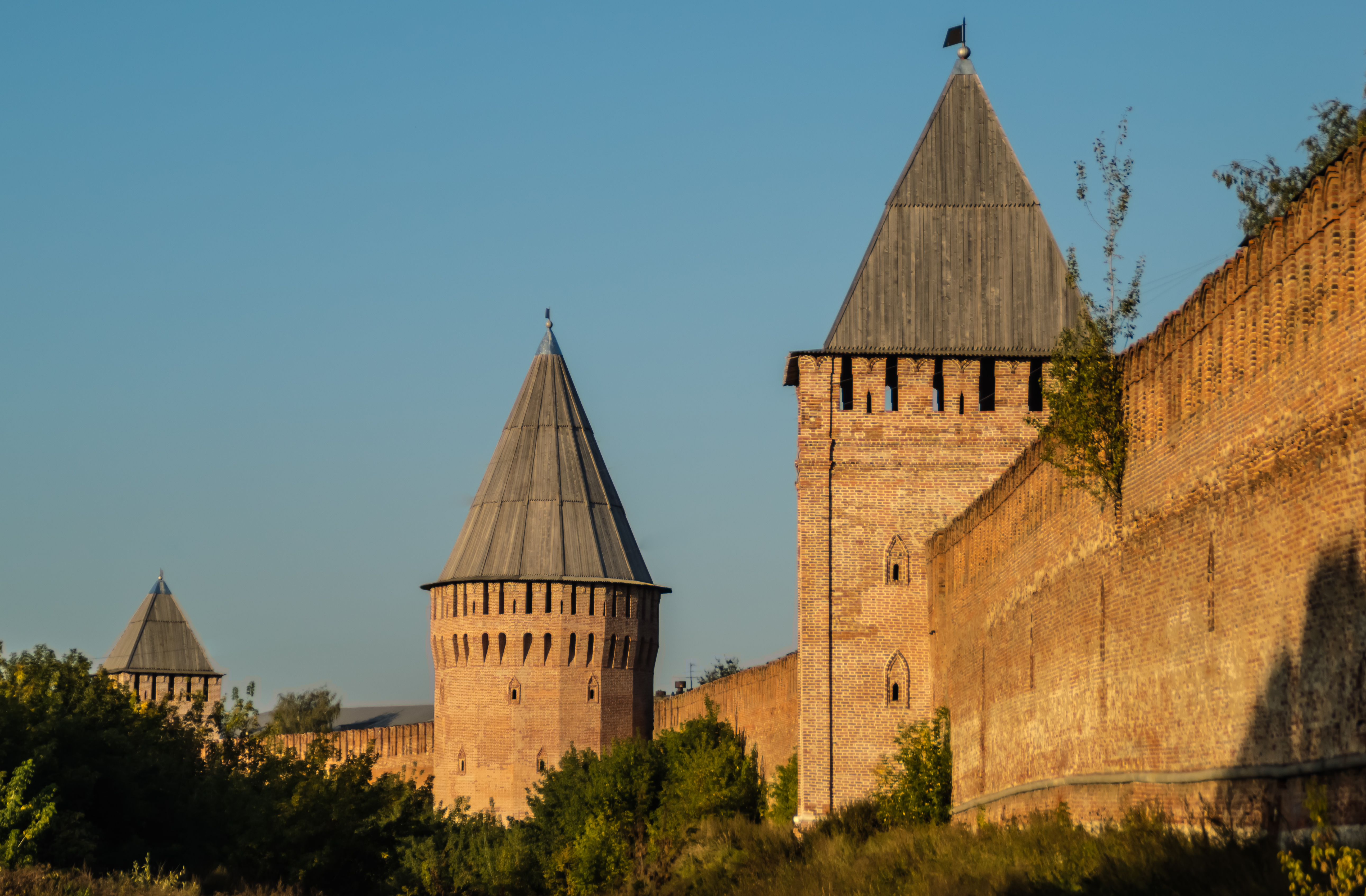
Kreml w Smoleńsku
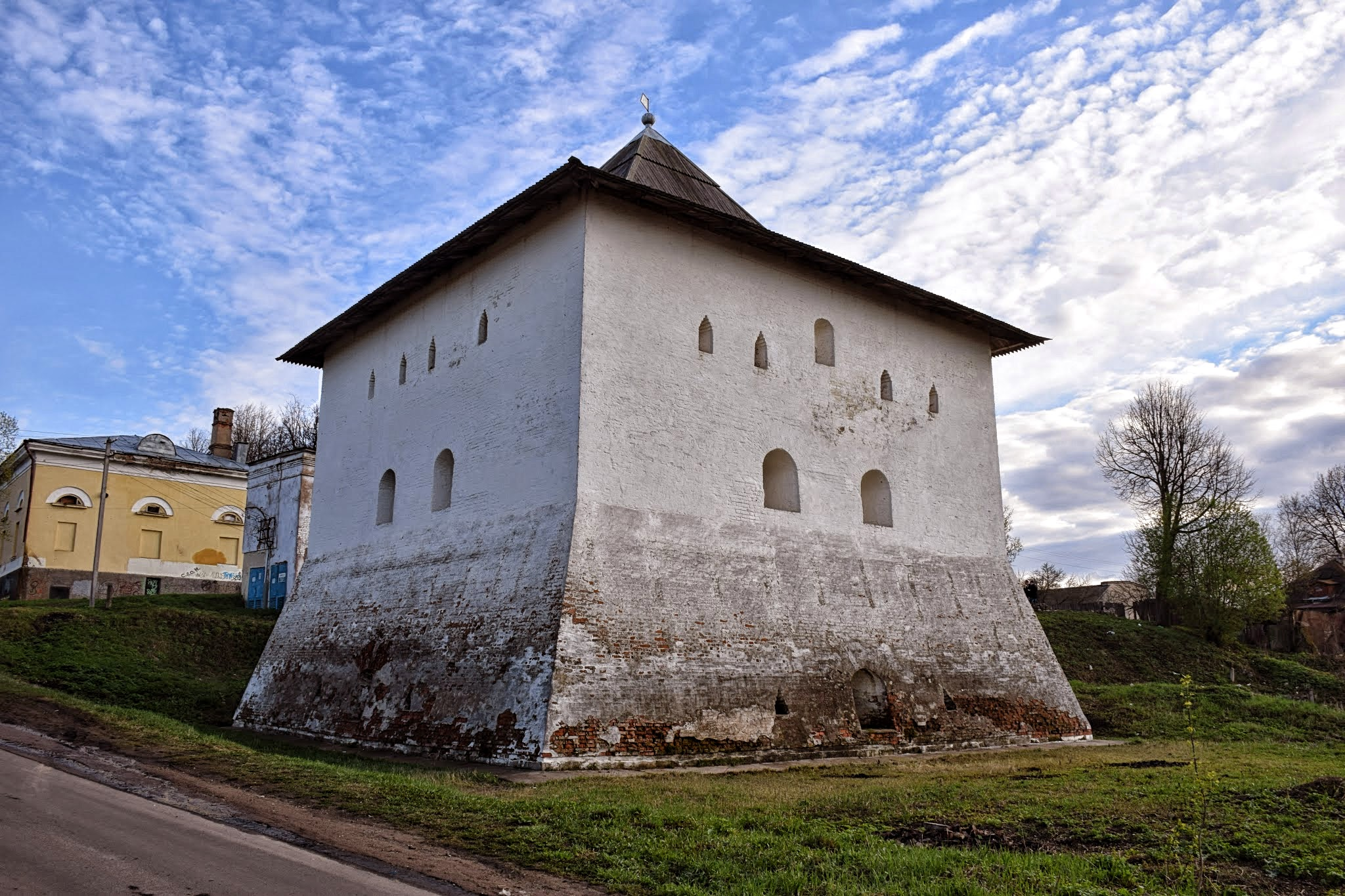
XVII-wieczna baszta we Wiaźmie
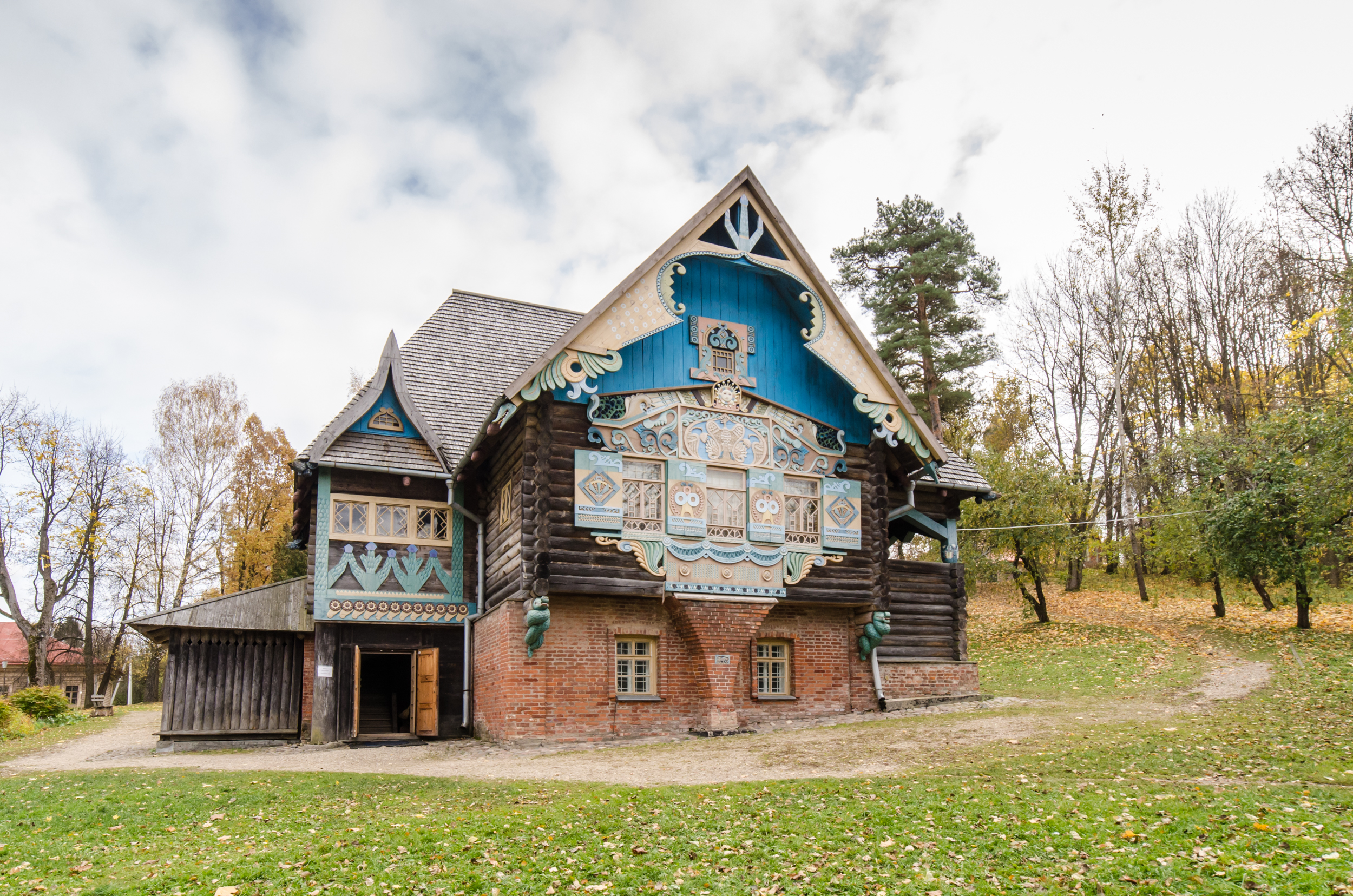
Tieriemok w Tałaszkinie
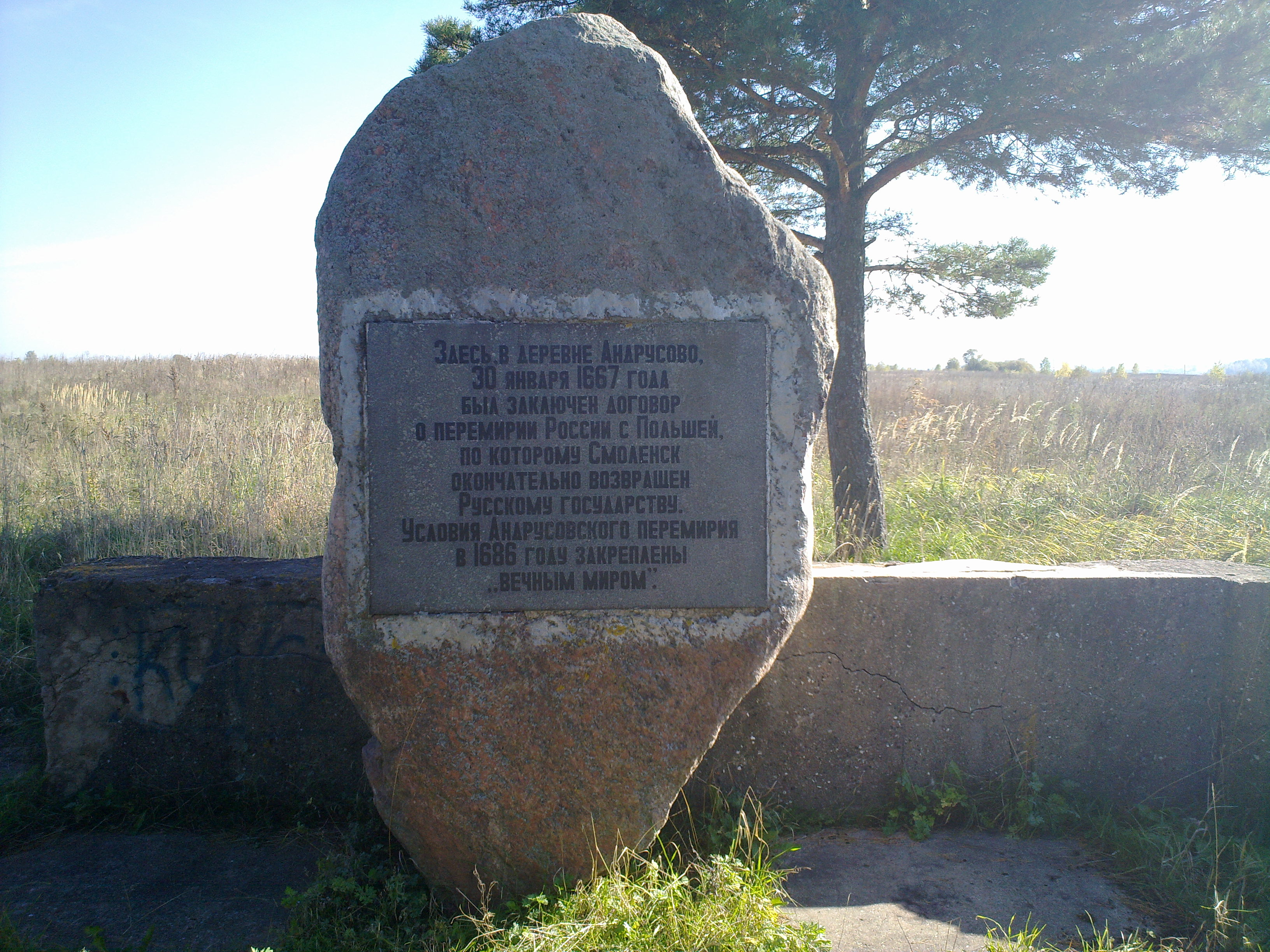
Kamień upamiętniający rozejm andruszowski między Polską a Rosją w Andruszowie
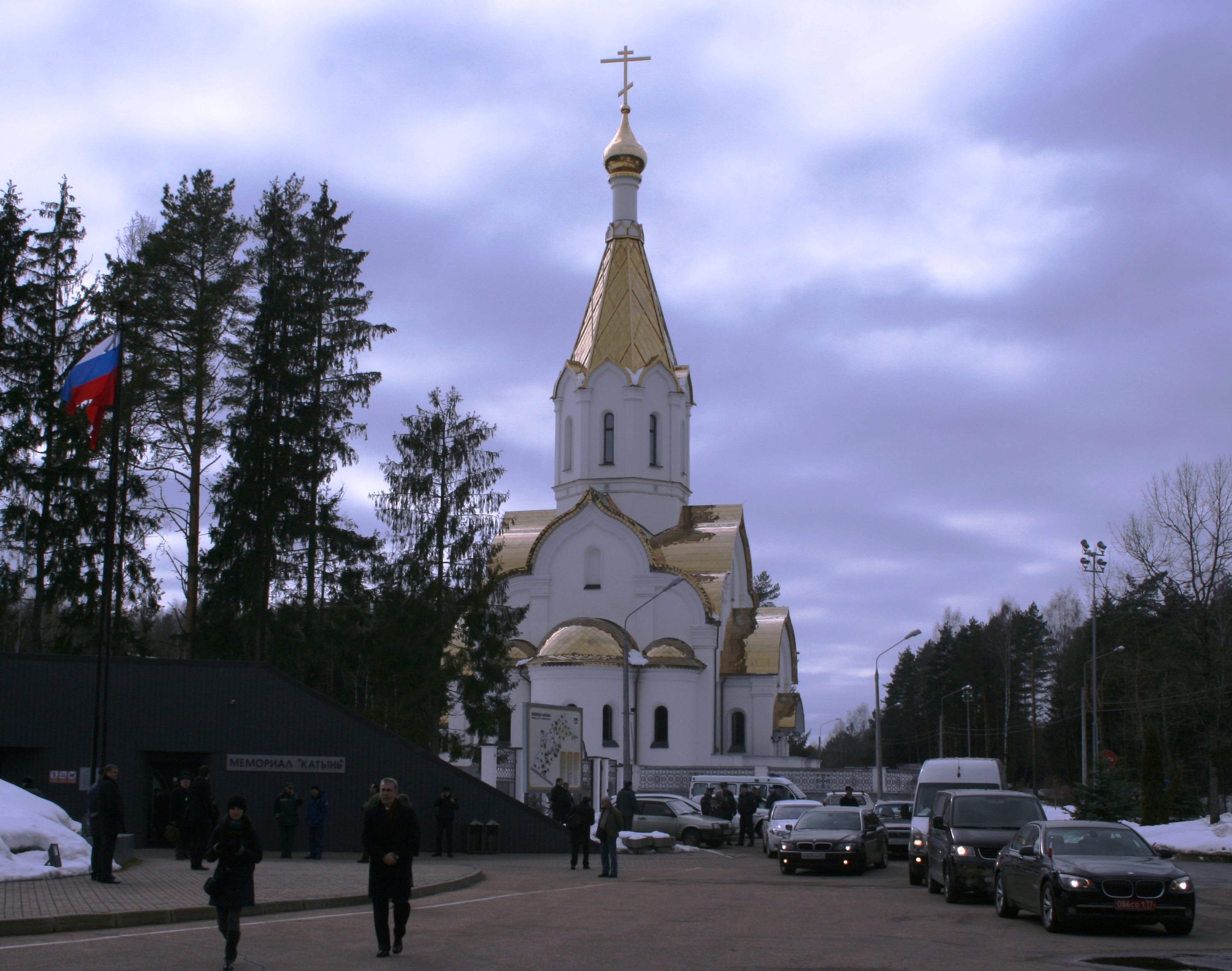
Cerkiew Zmartwychwstania Pańskiego w Katyniu